# Лосинець (Томашівський повіт)
Лосинець (пол. Łosiniec, Лосінець) — село в Польщі, у гміні Сусець Томашівського повіту Люблінського воєводства. Розташоване на Закерзонні (на історичній Холмщині). Населення — 576 осіб (2011).

## Історія

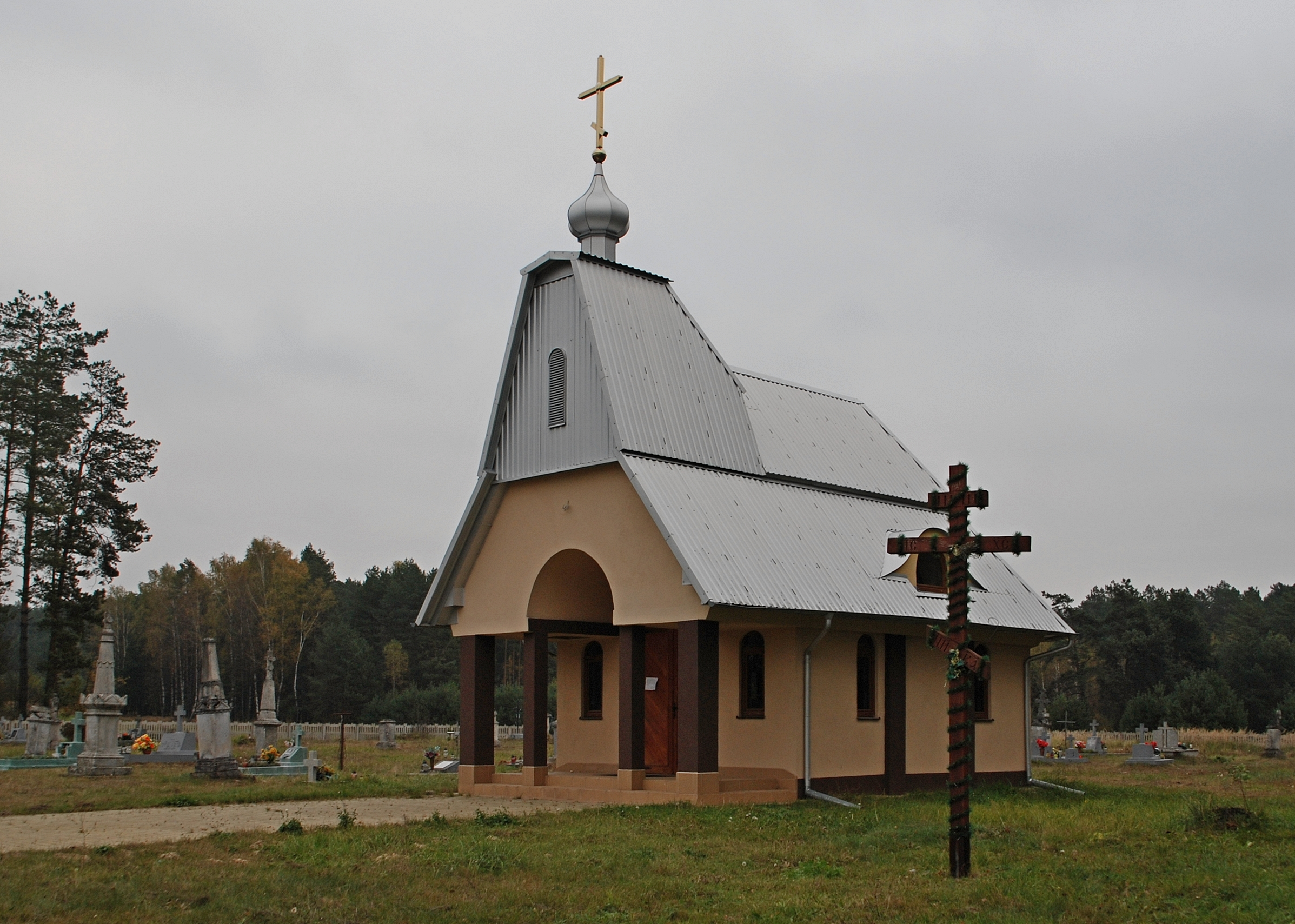
Каплиця на православному цвинтарі

1567 року вперше згадується православна церква в селі.
У міжвоєнні 1918—1939 роки польська влада в рамках великої акції руйнування українських храмів на Холмщині і Підляшші перетворила місцеву православну церкву на римо-католицький костел.
За німецької окупації 1939—1944 років у селі діяла українська школа.
6-15 липня 1947 року під час операції «Вісла» польська армія виселила зі села на приєднані до Польщі північно-західні терени 57 українців. У селі залишилося 437 поляків.
У 1975—1998 роках село належало до Замойського воєводства.

## Населення
Демографічна структура станом на 31 березня 2011 року:
|          | Загалом | Допрацездатний вік | Працездатний вік | Постпрацездатний вік |
| -------- | ------- | ------------------ | ---------------- | -------------------- |
| Чоловіки | 285     | 60                 | 203              | 22                   |
| Жінки    | 291     | 59                 | 164              | 68                   |
| Разом    | 576     | 119                | 367              | 90                   |